# O・J・シンプソン事件
O・J・シンプソン事件（O・J・シンプソンじけん、O. J. Simpson murder case）は、アメリカ合衆国・カリフォルニア州ロサンゼルス、ブレントウッドで発生した殺人事件。
著名なアメリカンフットボール選手のO・J・シンプソンが1994年6月16日に逃亡後に逮捕されて、1995年1月25日から10月2日まで裁判が行われた。全米のみならず世界中の注目を浴びた裁判の結果は、刑事裁判では殺人を否定する無罪判決となったが、民事裁判では殺人を認定する判決が下った。

## 事件概要

### 事件発生

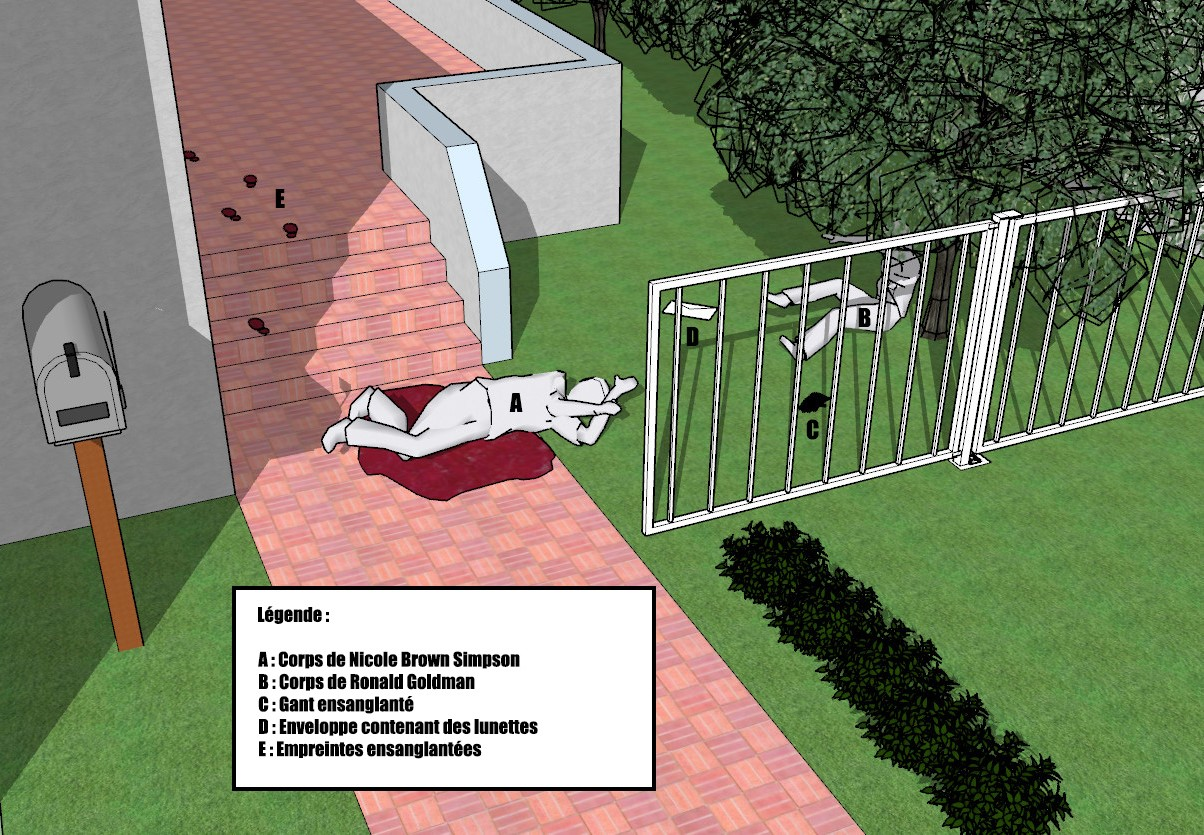
警察が発見したときの現場の状況、左側のAがニコール、右側のBがゴールドマン

1994年6月12日午後11時頃、シンプソンの元妻のニコール・ブラウンと、その友人で近くのレストランのウェイターのロナルド・ゴールドマンの刃物で刺された血だらけの死体が、カリフォルニア州ロサンゼルス、ブレントウッドのニコールの自宅玄関前で近所の住人に発見されたことから始まった。
すぐにロサンゼルス市警の警官と刑事が駆け付けたが、2人ともに財布などの金品は取られておらず、さらにゴールドマンは180cmと長身であり格闘技の達人であったため、物取りではない犯行、さらに体格や腕力の勝る男性による犯行が濃厚と考えられた。
なおゴールドマンは午後10時頃に、ニコールの母親がレストランに忘れた眼鏡を送り届けるためにいただけであるという事がレストランの後の証言で分かった。

### 初期捜査
その後の警察の初期捜査で、ニコールの自宅内からキャップや血だらけの革の手袋が見つかったほか、2年前に離婚した元夫のシンプソンからの手紙も見つかった。犯人の年齢や性別は不明ままであった。またニコールとシンプソンの2人の子供は気づかずに就寝していた。
シンプソンは、6月12日の深夜の便でロサンゼルス国際空港からアメリカン航空の便でイリノイ州シカゴへ戻っていたが、「ニコールが殺害された」とのロサンゼルス市警察からの連絡で、13日の午前の便でロサンゼルス国際空港にとんぼ返りし、自宅に向かった。
なおその後の調査でシンプソンの家の別棟に住んでいた「居候」のケイトー・ケイリンからは「12日の午後11時前にリムジンの運転手からの呼び出し音が鳴った」、「リムジンはロサンゼルス国際空港に向かうシンプソンのもので、不審なバッグがあった」との証言が得られた。またロサンゼルス国際空港でゴミを捨てているシンプソンの姿が見られている。
さらに13日早朝に行われたシンプソンの自宅訪問時には、家の前に停められたシンプソンの自家用車のフォード・ブロンコの車内や車周辺には多くの血痕が残っていたことから、シンプソンの事件への関与が濃厚となった。
13日の午後に自宅に戻ったシンプソンは、状況証拠からロサンゼルス市警察の警官より手錠をはめられたが、その後外され警察署への任意同行に応じ、刑事からの取り調べを受けることになった。またシンプソンの自宅にも捜査令状が出され、家の中にも多数の血痕が見つかっていたが、その多くは後の裁判で証拠とされることはなかった。
その後の警察署でのシンプソンの供述は血痕や指のけがなどを中心に矛盾点が多かったものの、シンプソンは冷静に対処し一度は警察署より釈放された。

### 追跡劇
しかし、6月16日にニコールとゴールドマンの葬儀が行われた翌日朝に、第1級殺人罪でロサンゼルス市警への出頭要請が下りた。その後裁判でシンプソンの主任弁護人となるロバート・シャピーロとロバート・カーダシアン医師とともに午前9時に出頭する予定であったが行方不明となった。出頭期限の午前11時を過ぎても出頭しないためにロサンゼルス市警はシンプソンを重要指名手配に指名し、捜査を開始した。
午後4時45分頃、警察は市民からの通報でシンプソンの居場所を突き止めたものの、アメリカンフットボール選手で友人のアル・カウリングズの運転するブロンコの助手席に乗り、ロサンゼルスのフリーウェイでパトカーの追跡を振り切ろうとしたため、カーチェイスを展開する事態となった。
なお、このカーチェイスの模様は全米のテレビで9500万人に生中継されたために、ロサンゼルスでは逃亡するシンプソンの車を追いかけるものが多数出現した。また、全米中がテレビに釘付けとなり、食事の手間を省くためにピザの注文が急増している。ちょうど行われていたバスケットボールリーグ、NBAファイナル・ニューヨーク・ニックス対ヒューストン・ロケッツの第5戦は忘れられて（NBCが放送を予定していた）、テレビ視聴者の中からは「GO!OJ!」（OJ逃げろ！）という声も起きた。これについて、90年代の米国黒人にとって人種差別剥き出しのロサンゼルス市警に対する怒りがあったとみる見方もある。なお、この際にシンプソンとカウリングズは武器を所持していたことが確認されている。
シンプソンがブレントウッドの自宅に到着した直後、ロバート・シャピーロもシンプソンの自宅に到着した。SWATをはじめとする大勢の警官と15機のヘリコプター、そして大勢の観衆の中、警察の説得を受けて、午後8時45分にシャピーロ立会いのもとで逮捕されることとなった。

### 顔写真
シンプソンが逮捕された後、多数の出版物が彼の写真を掲載した。『タイム』誌は彼の皮膚を暗くし、囚人ID番号のサイズを縮小した顔写真を表紙に用いた。一方『ニューズウィーク』誌はオリジナルの写真を表紙に用い、対照的な二誌が書店のスタンドに並ぶこととなった。タイム誌には市民グループからの抗議が続いた。後に写真を加工したタイム誌のイラストレーター、マット・マフリンは「より巧妙に、より注意を引きたかった」と語っている。

## 刑事裁判
シンプソンを第1級殺人罪の被告人として、ロサンゼルス郡のカリフォルニア州最高裁判所で1995年1月25日から行われ、10月2日に殺人を否定する無罪判決が行われた。

### 主なメンバー
太字になっている人物はリーダーである。

#### 裁判官
ランス・イトー

#### 検察側
1. ギル・ガーゼッチ（英語版）（地方検事長）
2. ウィリアム・ホッジマン（検事主将）
3. マーシャ・クラーク（英語版）（検事）
4. クリストファー・ダーデン（英語版）[4]（検事）
5. ブライアン・ケルバーグ（検事）
6. リサ・カーン（検事調査員）

#### 弁護団
1. ヘンリー・リー（法医学者。ジョンベネ殺害事件担当）
2. ロバート・シャピーロ（英語版）（全米一の弁護士として有名。アメリカ俳優の事件を多く担当）
3. ジョニー・コクラン（英語版）（人種裁判で全米一と折り紙つき。マイケル・ジャクソン裁判担当）
4. バリー・シェック（英語版）（DNA鑑定研究者）
5. ピーター・ニューフィールド（英語版）（同上）
6. ジェラルド・ウールメン（英語版）（サンタクララ大学法学部長）
7. フランシス・リー・ベイリー（英語版）（F・リー・バイリーとも表記。「無罪請負人」の異名を持つ辣腕。ボストンの絞殺魔裁判、サム・シェパード事件（英語版）、パトリシア・ハースト事件担当経験）
8. アラン・ダーショヴィッツ（ハーバード大学憲法学者。マイク・タイソンの強姦事件担当）
9. マイケル・バーデン（元ニューヨーク市警検視官、キング牧師の遺体解剖担当）
10. ロバート・カーダシアン（被告の友人。被告と弁護団の連絡係）

リーダーが2人となっているのは、リーダーを争って最後に喧嘩別れとなったためだといわれている。

#### 「ドリームチーム」
シンプソンは全面無罪を主張し、陪審裁判で決着をつけることとなる。シンプソンの裁判ではロバート・シャピーロやジョニー・コクランなど全米で有名な弁護士・検察官が出揃い、「世紀の裁判」と呼ばれた。しかし弁護団のほうが質量ともに検察を凌いでいることは誰の目から見ても明らかであり、これは弁護団は「ドリームチーム」と呼ばれるほど経験豊富で有名な弁護士ばかりだったからである。
そのためか、この事件を題材にした書籍『グレイゾーン』では「単独」の検察、「全米選抜」の弁護団と称された。なお、シンプソンの弁護費用は当時の日本円にして5億円といわれており、その規模の大きさが窺える。

#### 大陪審
検察は検察側に有利な大陪審で起訴の決定を行おうとしていたが、その直前ロス市警は、OJに脅えるニコールが警察に助けを求めた911番の録音テープを公開。弁護士側は「警察が漏らした911番のテープや他の情報は大陪審の裁定に著しく偏った予断を与えた」として大陪審の解散を要求した。判事はこの動議を受け入れて大陪審を解散し、予備審問へ起訴の審理が持ち込まれることになった。

#### 陪審員
被害者が白人で、加害容疑者が黒人だったため、この裁判では人種問題が大きく取り上げられた。「人種偏見によって裁判が行われてはならない」として、判事は黒人でも白人でもない日系アメリカ人のランス・イトーが選出された。なお人種問題は検察の求刑にも影響した。死刑を求刑すれば「黒人だからだろう」と黒人住民に非難され、有期懲役を求刑すれば「スーパースターだからか」と白人から非難されたからである。そのこともあって結果的に検察側は仮釈放無しの終身刑を求刑した。
弁護団は陪審員を黒人が多い地区から選出することを要求し、採用された。また白人が選出されても検察・弁護側に認められている専断的拒否権（理由を述べることなしに、選出された陪審員を除外することが一定回数以下は可能な権利）を弁護団が最大限に行使した結果、陪審員12人のうち9人を黒人にすることに成功した。このように、弁護団は「殺人事件」ではなく、「人種問題」という観点を裁判に持ち込んだ。

#### 報道
裁判の過程は全米のメディアで逐一報道され、全米ネットワークのテレビ局やゴシップ誌は専門のチームを結成し裁判の報道にあたった。真実の解明よりもスキャンダル性を重視したこれらマスコミの報道によって陪審員の判断が左右されるのを防ぐため、陪審員は裁判所によって一時期ホテルに隔離され、新聞を読むことやテレビを見ることも禁止された。

#### ケイトー・ケイリン
裁判の過程で検察側の証人として登場した、シンプソンの家で犬の散歩などさせていた「居候」で、俳優のケイトー・ケイリンが、シンプソンのアリバイを崩す重要証言をして一躍有名になり、様々なメディアに出演し、ファンクラブが結成されるなど「この裁判で一番得をした男」と呼ばれた。

#### 裁判
検察は下記の点からシンプソンがニコールを殺害した犯人だと主張した。
- 離婚後もニコールに執拗につきまとって脅迫していた（離婚前も頻繁に家庭内暴力を振るっていた）。
- 2人の血の付いた黒い皮手袋が発見された（左手は殺害現場でマーク・ファーマン（英語版）刑事により発見され、右手がシンプソンの自宅で発見された）。
- 殺害現場に残っていた血の靴跡がシンプソンの足のサイズと一致。
- シンプソンが40日前に凶器とされるナイフを購入していた。
- シンプソンの手にはナイフで切ったと思われる怪我がある。
- シンプソンのブロンコ（自家用車）にシンプソンの血液とニコールの血液が付着している。
- 現場の血痕等のDNA鑑定がシンプソンに一致していた。

一方、弁護側は検察側の反証として以下の点をあげて反論した。
- 発見されたという手袋は、法廷でシンプソンが試着したときは小さすぎて入らなかった（後に同じサイズの新品の手袋を試着した際は収まったという）。
- シンプソンには新しいガールフレンドが既にいた。
- 殺害推定時刻を午後10時45～50分として、50分過ぎに自宅に戻っているというアリバイがある。
- 検察が凶器と判断したナイフが発見されていない。
- 殺害現場の靴跡の元となる靴は希少な靴だったが、シンプソンが購入したとする証拠がなく、靴自体もシンプソン宅から発見されていない。
- シンプソンの手の怪我はホテルでコップを割って切ったものである（事実ホテルのバスルームで割れたコップが発見されシンプソンの血液が付着していた）。
- 皮手袋を発見したとされるマーク・ファーマン刑事が黒人差別主義者だとの指摘がある。
  - かつてファーマンを取材したローラ・マッキニーが取材時の録音テープを証拠として公開し、テープの再生中ファーマンは「ニガー」という言葉を幾度となく使用、イトウ判事の配偶者をからかうといったものであった（これらのことは法廷ではほぼ公開されず、「ニガー」を使用した発言が少し公開されただけであった）。
- シンプソンの血液を採取した後の管理が杜撰であり、正しくDNA鑑定が行われていない可能性がある。
  - 血液採取後、担当警察官のフィリップ・バナッターが、血液の入った小瓶をなぜか鑑識担当者のデニス・ファンのいる事件現場まで一度持って行き、その後何時間も持ち歩いたあげく鑑識担当者には渡さなかった。
  - 採取した血液は熱を通しやすい黒のビニール袋に入れて保管されていた。
  - DNA鑑定でEDTA（血液凝固剤）が検出された。
  - シンプソンから8ccの血液を採取したはずが鑑識の際には6ccに減っていた。
- 採取した血液が減っていたことについて、ファーマン刑事が黒人であるシンプソンを陥れるために血液をばらまいて証拠を捏造した可能性がある。

検察は「凶悪事件を裁くのが好き」といわれる検察官クラークを筆頭に、被害者の血液がついた証拠品が多数発見されたことや加害者の傷や過去の振る舞いから犯行を立証しようとした。一方、警察に対し根強い不信感を持つ黒人弁護士のコクランを主とした弁護団は、検察側のあげた証拠品の信憑性や人種問題について反証した。
手袋を発見したとされるマーク・ファーマン刑事が人種差別主義者であったこと、警察の証拠管理の杜撰さも重なって裁判は弁護側へ有利に傾いた。特に「犯行に使用したと思われる手袋がシンプソンの手に合わなかったこと」が必要以上に注視させられて陪審員に合理的疑問を抱かせてしまった。最終的には1995年10月2日に陪審員は全員一致で「無罪」と結論し、そのまま判決となった。アメリカでは無罪における検察の上訴は憲法修正第5条により認められていないので、シンプソンの無罪が確定した。

#### 評価
リジー・ボーデン以来のアメリカ史における犯罪学の象徴となり、以降様々なジャンルで取り上げられることとなった重要な事件となった。DNA解析の専門家として召還されたキャリー・マリス博士は、上記にある”血痕が見つかる前にシンプソンの採血を行った”という科学的手順に則っていない捜査を批判し、自身の著書『Dancing Naked in the Mind Field』の中でLA市警科学捜査班について「車のナンバーの2桁を見ただけで犯行車両と断定するに等しい」と（当時の）DNA解析技術の低さを指摘している。

## 民事裁判
無罪を勝ち取ったシンプソンは二度と起訴されることなく（憲法修正第5条により）、それ以上刑事裁判に立つ必要はなくなったが、シンプソンにはもうひとつの裁判が待ち受けていた。フレッド・ゴールドマン（ロナルドの父親）らによる民事裁判である。裁判長には日系人のヒロシ・フジサキが選ばれた。憲法修正第7条によって、民事裁判による補償賠償と懲罰賠償をするよう加害者に求めたのである。刑事裁判と民事裁判での違いは以下の4点であり、シンプソンに不利な要素も多かった。
1. 刑事裁判は合理的に疑問があることを弁護側が示せば無罪であり、合理的疑問を超えなければ検察側は有罪に持ち込めないが、民事裁判では証拠の優越性が問われ、51％の優の証拠を示すことが勝敗の鍵となる。
2. 刑事裁判では陪審員の全員一致が原則で、1人でも反対意見があれば全員の意見が一致するまで、話し合いがもたれる。このため、少数意見が最終的に採用される可能性がある。これに対し、民事裁判では全員一致は必要とされずに、70％（つまり12人中9人以上）の陪審員の意見が一致すれば決定が下される。
3. 刑事裁判の行われたロサンゼルス市では、陪審員に黒人が多く選ばれたが、民事裁判の行われたサンタモニカ市は資産家が密集する地域で、陪審員には白人が選ばれる可能性が高く、実際に白人が多く選ばれた。
4. 刑事裁判では憲法修正第5条に規定された自己負罪拒否特権により、シンプソンは証言を拒めたため証言台へ立たずに済んだが、民事裁判では憲法の当該規定が適用されないため、拒める理由がなくなった。証言を拒んでしまうと陪審員の印象が悪化する傾向があるため証言台に立ったものの、「事件前にナイフを購入した理由」、「シンプソンの刑事弁護士が”アリバイ崩しの目撃をしていながら裁判の証言を拒否した女性”に多額の金を支払った理由（口止め料で証人を封じた疑惑）」、「事件直前に8回も元妻に電話していた」、「事件発生9ヶ月前に事件現場の靴跡と同じ靴をシンプソンが履いていた写真の存在」などといった原告弁護士からの質問に対し、シンプソンは「覚えていない」、「知らない」など曖昧な証言に終始した。そのため結局は、事件への関与を強く否定する反論ができずに陪審員の心証を悪くした。

これらのほかに、刑事裁判にて金銭的に苦しくなったシンプソンがジョニー・コクランを雇う金がなく、代わりにコクランの友人を使ったのに対して、原告側の弁護士がチームワークで最強を誇っていたことやファーマンの人種差別発言を武器にしないことなど、不利な要素は多くあった。
このような中で1997年に原告側の請求が認められ（認められた補償はゴールドマンのみ）父親に722万5千ドル、母親に127万5千ドルの補償をするように命ぜられた。しかし、シンプソンの主な収入であるNFL選手年金は「賠償金支払のために取り上げることが許されない性質を持つ」ため法的に保護されている。

## その後
告白本出版騒動
2006年にシンプソンによるフォックス放送でのインタビュー、告白本「If I Did It（もし私がやっていたとしたら）」の出版が予定されていたがゴールドマンの遺族の反対に遭いいったん出版中止に追い込まれた。その後民事訴訟の賠償金の支払いをシンプソンが拒否したため裁判所によりゴールドマンの遺族に出版権が移った。

## 映像化
1994年この事件は映画化された。
2016年、米ケーブルテレビ局FXによって『アメリカン・クライム・ストーリー/O・J・シンプソン事件』として連続ドラマ化され、同年のエミー賞リミテッドシリーズ部門で作品賞他9部門を獲得した。